# Homer Simpson

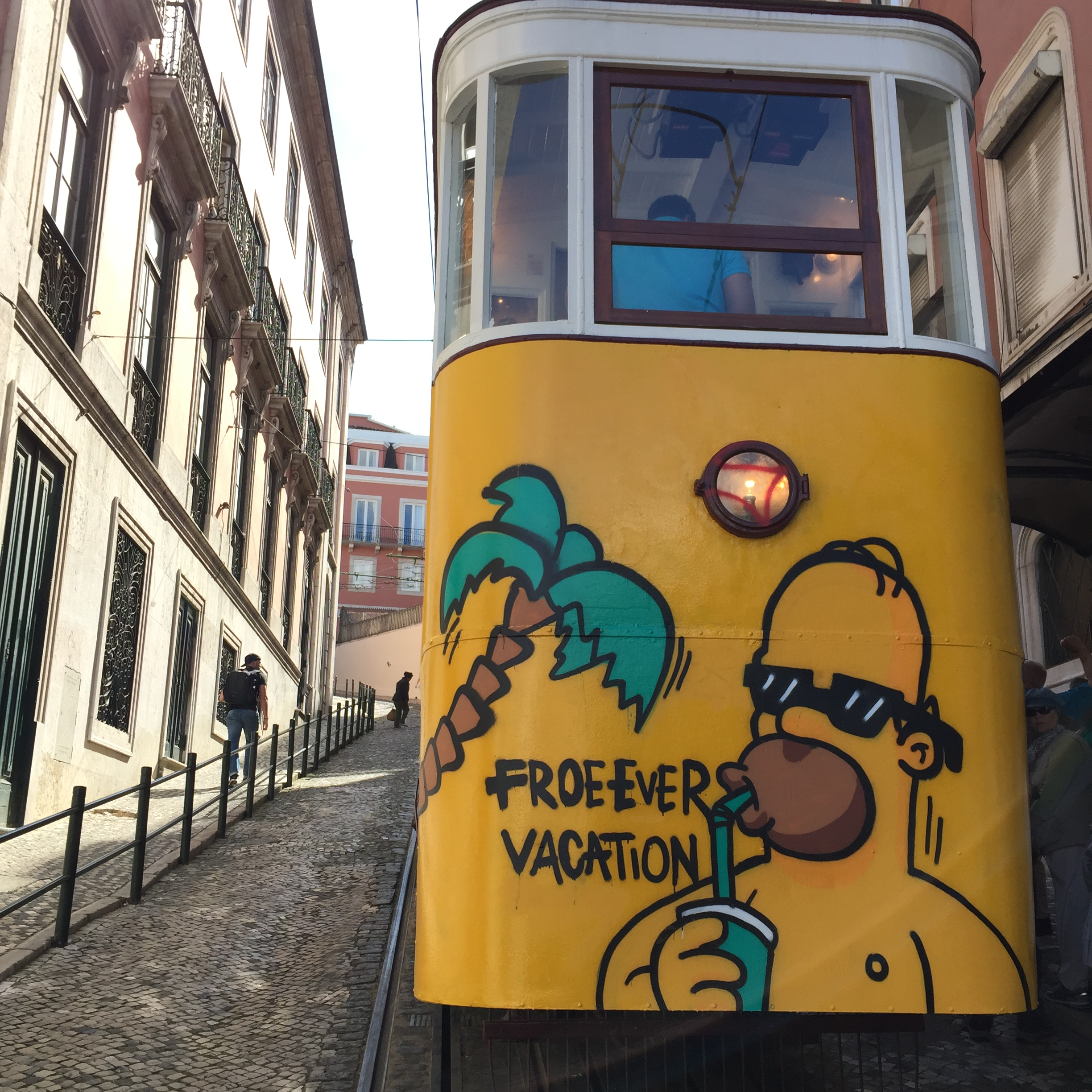
Graffito in Lissabon

Homer Jay Simpson [ˈhoʊmɚ] ist eine der Hauptfiguren der Zeichentrick-Fernsehserie Die Simpsons. Im Original wird die Figur von Dan Castellaneta, in der deutschen Übersetzung wurde er von Norbert Gastell bis zu dessen Tod im November 2015 synchronisiert. Seit 2016 ist Christoph Jablonka der Nachfolger von Gastell als Homers Synchronsprecher.
Die Figur ist durch Übergewicht, Faulheit, Intoleranz, Inkompetenz und Gedankenlosigkeit gekennzeichnet. Die Komplexität der Figur, die trotz ihrer Herkunft aus der unteren Mittelschicht zahlreiche bemerkenswerte Erfahrungen im Verlauf der Serie macht, trug dazu bei, dass Homer nach Meinung etwa der Sunday Times als eine der beliebtesten humoristischen Kreationen der Gegenwart angesehen wird.
Dan Castellaneta gewann für die Synchronisation des Homer zahlreiche Preise, darunter vier Emmys.

## Rolle inDie Simpsons

### Fiktive Biographie
Obwohl innerhalb der Serie die Figuren nicht altern, werden immer wieder in den Folgen Angaben zur Biographie Homers gemacht. Laut der Folge Keine Experimente vom 18. Februar 1993 wurde er am 12. Mai 1956 geboren und wuchs bei seinem Vater Abe Simpson auf, da seine Mutter Mona Simpson die Familie bereits in seiner Kindheit verlassen hatte. Homers Vater erzog ihn streng und schärfte ihm eine Verliererhaltung ein. Homer war schon zu Highschool-Zeiten faul, vergnügungssüchtig und desinteressiert an Politik und Weltgeschehen (etwa an der Mondlandung). Seine Frau Marge lernte er in der Schulzeit kennen.
Homer kam über verschiedene Nebenjobs über eine Begegnung mit Mr. Burns zu seiner beruflichen Stelle als Sicherheitsinspektor in Sektor 7G im Kernkraftwerk von Springfield, besitzt aber keine entsprechende Ausbildung für diesen Beruf. Homers Inkompetenz spiegelt sich in etlichen Beinahe-Kernschmelzen wider, die er zu verantworten hat. So wird ihm mehrfach gekündigt und er gibt seine Stellung gar etliche Male selbst auf, um den abenteuerlichsten Tätigkeiten nachzugehen (eine Image-Kampagne der NASA macht ihn zum Beispiel kurzzeitig zum Astronauten). Man stellt ihn letztlich jedoch immer wieder im Kraftwerk ein.

### Charakterisierung

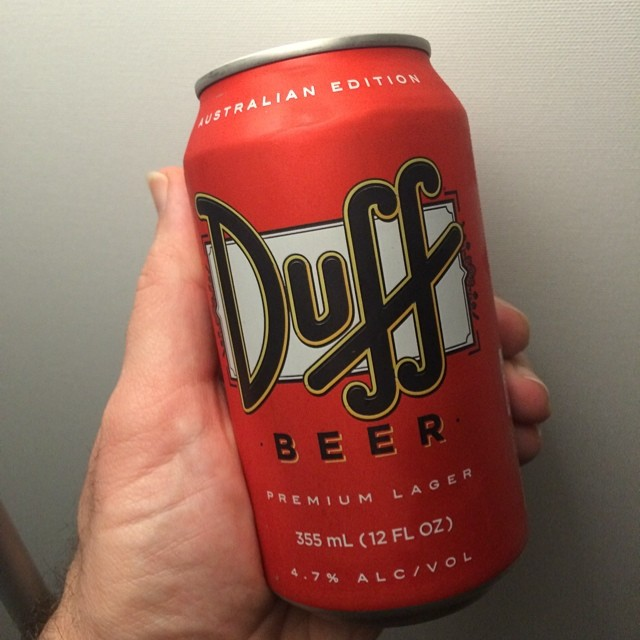
Das Duff-Bier ist Homers Lieblingsgetränk. (Hier: Australisches Merchandising-Produkt)

Die Charakterisierung von Homer ist recht komplex. Obwohl die Figur immer wieder durch eher geringe Intelligenz, Faulheit und Egoismus auffällt, hat er auch geniale Momente. Einer der Regisseure der Serie, David Silverman, beschrieb ihn als „kreativ und brillant in seiner Dummheit“. Seine niedrige Intelligenz wird in der Serie durch mehrere Fakten erklärt: Alkoholismus, häufige Schädeltraumata durch diverse Unfälle, eine genetische Veranlagung (das sogenannte „Simpsons-Gen“) sowie einen Wachsmalstift, der in seinem Kleinhirn sitzt, weshalb er nur einen IQ von 55 hat (ohne Malstift hätte er einen von 105). Diesen Malstift hat er sich als Kind durch das Nasenloch in das Gehirn gesteckt, ohne zu wissen, welche Folgen dies hat.
Äußerlich ist Homer stark übergewichtig dargestellt, sein Gewicht schwankt je nach Folge zwischen 216 und 315 amerikanischen Pfund (entspricht etwa 98 bis 143 Kilogramm), sein Alter zwischen 36 und 40 Jahren. Er trägt stets blaue Hosen und ein weißes, kurzärmeliges Hemd. Homers Mundpartie ist nicht gelb, sondern hellbraun gezeichnet, was Bartstoppeln andeuten soll. Seine Glatze wird nur durch drei Haare unterbrochen, von denen zwei quer über den Kopf gekämmt sind und ein weiteres gezackt rund um den Kopf führt. Von der Seite betrachtet bilden seine Ohren und das Haar darüber die Buchstaben M und G, was den Initialen seines Schöpfers Matt Groening entspricht.
Homers Hauptwesenszug ist sein Infantilismus. Hierzu gehören seine Begriffsstutzigkeit, die vollkommen fehlende Selbstbeherrschung, insbesondere in Bezug auf süße Speisen und Bier, der Hang zu kindisch-hellem Lachen, Ungeschicklichkeit in allen praktischen Belangen, drastische Gefühlsschwankungen selbst bei geringen Anlässen (insbesondere sein typischer Fluch „D’oh!“, im Deutschen „Neinn!“) sowie die überzogen-cholerischen Reaktionen auf Barts Streiche. Dass er familiär und beruflich trotzdem sehr große Verantwortung trägt, ist eine wichtige Säule der Handlung.

### Verhältnis zu den anderen Figuren
Das Verhältnis Homers zu vielen anderen Figuren der Serie ist durch ständige Konflikte geprägt, deren Verlauf und Lösung oft die Handlung der Episoden bestimmen.
Seine Frau Marge leidet unter seiner Faulheit und seiner Verantwortungslosigkeit. Sein Anteil an der Erziehung der Kinder erscheint gering und seine pädagogische Botschaft fragwürdig. Auch gemeinsame Interessen sind kaum vorhanden. Marge interessiert sich für das Theater, die Malerei und andere kulturelle Aktivitäten, während Homer einen Großteil seiner Freizeit mit infantiler Fernsehbelustigung und in der Kneipe verbringt. Dennoch steht sie in schwierigen Situationen zu ihm, und bei den häufigen Streitigkeiten versucht auch er immer wieder, sie zurückzugewinnen.
Seine jüngste Tochter Maggie wird häufig von ihm vernachlässigt, in den Zuspitzungen einiger Folgen vergisst er sogar sie oder ihren Namen. Trotzdem liebt er sie, was sich unter anderem dadurch äußert, dass er sämtliche Bilder Maggies (und nur ihre) an seinem verhassten Arbeitsplatz aufgehängt hat.
Mitunter problematisch ist das Verhältnis zu Lisa, der älteren Tochter. Im Gegensatz zum Vater ist sie intelligent, schulisch erfolgreich und besitzt ein intellektuell-kulturelles Interesse. Homer zeigt hingegen nicht einmal Verständnis für den „Krach“ ihres Saxophonspiels. Uneinig sind sich die beiden auch in anderen Grundsatzfragen, etwa wenn es um Ökologie oder Ernährung geht, da Lisa Vegetarierin ist. Andererseits bewundert Homer in vielen Folgen Lisa für ihre Begabungen, die er selbst nicht versteht, und unterstützt sie in ihren Interessen, selbst wenn er diese selbst nicht gutheißt.
Zu seinem Sohn Bart hat Homer ein schwankendes Verhältnis. Wenn es um illegale Machenschaften oder derbe Späße geht, ist Bart Homers einziger Verbündeter in der Familie. Vielfach geraten sie aber auch in Streit, welcher meistens durch Barts Frechheit provoziert wird. Charakteristisch für die Beziehung der beiden sind die Würgeszenen, die sich zu einem Running Gag entwickelt haben.
Das Verhältnis zwischen Homer und der Nachbarfamilie Flanders ist angespannt. Ned Flanders ist ein religiöser Mensch und glaubt an das Gute im Menschen, was Homer gnadenlos ausnutzt; mehrfach wird in Folgen darauf hingewiesen, dass das Simpsons-Haus voller wertvoller Dinge ist, die Homer vor langer Zeit von Flanders „geliehen“ hat. Der gutherzige Ned passt jedoch sein Verhalten nicht an und leiht Homer weiterhin Gerätschaften, ohne diese je zurückzuerhalten. Homer beschimpft Ned auch oft („dämlicher Flanders“).
Zu seinem Vater, Abraham 'Abe' Simpson (Grampa), hat Homer ebenfalls ein zwiespältiges Verhältnis. Die beiden standen sich nie sehr nahe, jedoch versucht sein Vater im Alter, wieder mehr Kontakt zu seinem Sohn herzustellen. Abe wurde in das Springfield Retirement Castle (das Altenheim) abgeschoben, wo er ein unglückliches Leben fristet. Dabei versucht Homer, ihm möglichst aus dem Weg zu gehen, um nicht seinen Anekdoten aus früheren Zeiten zuhören zu müssen.

## Figur

### Entstehung
Matt Groening benannte Homer nach seinem eigenen Vater. Das J. in seinen Initialen (das erst später in der Serie in Jay aufgelöst wurde) soll nach eigenen Aussagen ein Tribut an eine Figur namens Rocky J. Squirrel aus der Show Rocky and Bullwinkle, von der Groening selbst als Kind Fan war, sein.

### Synchronisation

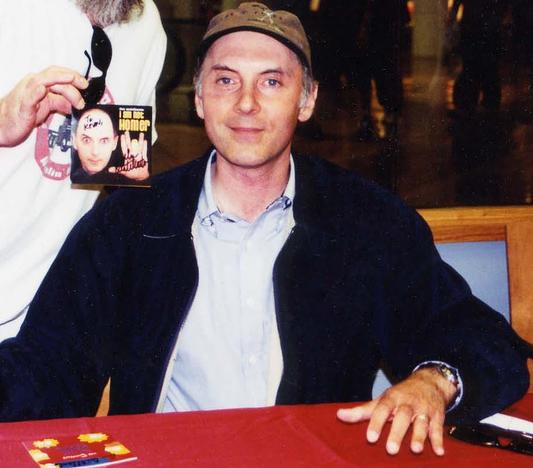
Dan Castellaneta (Synchronsprecher von Homer Simpson)

Schon seit der Anfangszeit in der Tracey Ullman Show übernahm Dan Castellaneta die Synchronisation von Homers englischer Stimme, dabei machte jedoch deren Charakter eine Wandlung durch. So sollte sie ursprünglich eine Parodie auf die Stimme des US-Schauspielers Walter Matthau sein. In der zweiten und dritten Staffel der Simpsons-Kurzfilme nahm Castellaneta dieses Merkmal immer mehr zugunsten einer robusteren Stimme zurück, zum Teil, weil ihm die Nachahmung dieser Art von Stimme während der neun bis zehn Stunden umfassenden Aufnahmesessions zu aufwendig erschien, zum Teil aber auch, um der Stimme mehr Charakter und mehr humoristisches Potential zu verleihen. Norbert Gastell synchronisierte von 1991 bis zu seinem Tod im November 2015 in Deutschland Homer Simpsons Stimme. Diese ist im Gegensatz zu Castellaneta sehr hoch und geht bei Erregung oft ins piepsige über. Der Name Homer wurde in der deutschen Synchronfassung zunächst Huhmer ausgesprochen, bis der Fehler bemerkt wurde. Seit 2016 wird Homer Simpson in der deutschen Fassung von Christoph Jablonka synchronisiert.
| Originalsprecher | Staffel | Shorts | Film | Zeitraum         |
| ---------------- | ------- | ------ | ---- | ---------------- |
| Dan Castellaneta | 1–      | ja     | ja   | 19. April 1987 – |

| Deutscher Sprecher | Staffel | Shorts | Film | Zeitraum                                                                  |
| ------------------ | ------- | ------ | ---- | ------------------------------------------------------------------------- |
| Norbert Gastell    | 1–26    | ja     | ja   | 20. Dezember 1991 – 15. März 2016 davon 5. Januar – 15. März 2016 posthum |
| Christoph Jablonka | 27–     | nein   | nein | 30. August 2016 –                                                         |

## Rezeption und Kritik
Die Figur des Homer Simpson wird in mehreren Bestenlisten internationaler Medien genannt, unter anderem in den 50 beliebtesten Zeichentrickfiguren 2002 der Zeitschrift TV Guide sowie auf Platz 5 der Fernsehfiguren überhaupt des Fernsehsenders Bravo. In einer Umfrage des britischen Fernsehsenders Channel 4 wurde er zur beliebtesten Fernsehfigur aller Zeiten gewählt. Zwischen Juli und November 2007 führte das Online-Meinungsportal Sozioland eine weitreichende Umfrage zum Thema „Simpsons“ durch, an der sich über 4500 Personen beteiligten. Die Umfrage hatte zum Ergebnis, dass Homer mit 55 % der Stimmen das beliebteste Familienmitglied der Simpsons darstellt.
Auch in der Kritik renommierter Medien wurde die Figur meist positiv aufgenommen. So beschrieb die The Sunday Times ihn als größte Kreation des modernen Comedy und hob dabei vor allem seine „liebenswürdige Mittelmäßigkeit“ und seine „Hoffnung“ hervor.
Dan Castellaneta gewann für die Synchronisation des Homer zahlreiche Preise, darunter vier Emmys. 2004 gewannen Castellaneta und Julie Kavner, die Marge Simpson synchronisiert, einen Young Artist Award für die „Beliebteste Mutter- und Vaterfiguren in einer Fernsehserie“.
Negative Kritik erlangte die Figur vor allem aus konservativen politischen Kreisen. So äußerte der Republikaner-Abgeordnete Joseph R. Pitts im Jahr 1999, Homer Simpson tauge nicht als Vorbild für Väter und sei mit für den Niedergang der amerikanischen Vaterrolle verantwortlich.

## Kultureller Einfluss
Homers Ausruf D'oh (in der deutschen Version durch Nein! ersetzt) erreichte eine derartige Popularität, dass er im Jahr 2002 ins Oxford English Dictionary aufgenommen wurde, allerdings ohne Apostroph. Der Ausruf, im Drehbuch mit annoyed grunt (etwa: wütendes Grunzen) dargestellt, war in der Anfangszeit der Serie in der Tracey Ullman Show entstanden, als Dan Castellaneta auf die Anweisung zunächst ein längeres D’ooooh improvisierte, auf Anregung Matt Groenings es jedoch kürzer aussprach. Mit der Zeit entwickelte sich der Ausruf zu einem Markenzeichen der Serie, wurde immer wieder in Episodentiteln erwähnt und ist heute von 20th Century Fox als Klangmarke geschützt.
Als in einer französischen Studie ein Zusammenhang zwischen Intelligenz und Gewicht festgestellt wurde – bei fettleibigen Menschen soll eine geringere Gedächtnisleistung ausgemacht worden sein – wurde dieses Phänomen von den Medien als Homer-Simpson-Syndrom tituliert, als Anspielung auf die in der Serie dargestellte geringe Intelligenz des übergewichtigen Homer Simpson.
Zum Teil wird die Figur in anderen kulturellen Produkten parodiert. So arbeitet in der Akte X – Die unheimlichen Fälle des FBI-Folge Der Anfang (Staffel 6, Episode 1) ebenfalls ein Überwachungsangestellter namens Homer in einem Kernkraftwerk, der „Rolling Hills Nuclear Power Plant“. Dieser Homer übt nicht nur den gleichen Beruf aus, er ist auch sehr faul, wird von einem Kollegen geweckt und ermahnt. Zudem schiebt er einen Fehler im Kühlsystem auf einen Fehler im Überwachungssystem, um einem Kontrollgang zu entgehen (was ihm dann auch zum Verhängnis wird).

## Merchandising
Homer taucht in verschiedenen Formen als Merchandisingartikel (zum Beispiel auf T-Shirts und Baseballkappen) auf. Zuweilen tritt die Figur auch als Werbeikone in Erscheinung, etwa 2004 in einem Spot für die Mastercard beim Super Bowl oder 2010 in einem Spot für den Sportartikelhersteller Nike.
2003 wurde in der Folge Der Vater, der zu wenig wusste aus der Serie eine angebliche E-Mail-Adresse der Figur publiziert. Berichten zufolge erhielten einige Fans, die an diese Adresse schrieben, tatsächlich eine Antwort.